# Le Petit Jacques (film, 1913)
Pour les articles homonymes, voir Le Petit Jacques.
Pour plus de détails, voir Fiche technique et Distribution.
Le Petit Jacques est un film muet français réalisé par Georges Monca, sorti en 1913.
C'est une adaptation du roman Le Petit Jacques de Jules Claretie, publié en 1872.

## Fiche technique
- Titre : Le Petit Jacques
- Réalisation : Georges Monca
- Scénario : 	 d'après le roman Le Petit Jacques de Jules Claretie
- Photographie :
- Montage :
- Société de production : Société cinématographique des auteurs et des gens de lettres (S.C.A.G.L)
- Société de distribution : Pathé Frères
- Pays d'origine :  France
- Langue : film muet avec les intertitres en français
- Format : Noir et blanc — 35 mm — 1,33:1 — Muet
- Métrage : 1 085 mètres
- Genre :  Film dramatique
- Durée : 36 minutes
- Numéro de catalogue Pathé : 5601
- Dates de sortie : 
  -  France : 7 février 1913
  -  États-Unis : 17 novembre 1913

## Distribution
- Georges Saillard : Noël Rambert
- Henri Étiévant : Daniel Mortal
- la petite Maria Fromet : le petit Jacques
- Germaine Dermoz : Marthe Rambert
- Émile Duard : le docteur Pascal Arthez